# Propylbenzen
Propylbenzen je organická sloučenina patřící mezi areny, se vzorcem C6H5(CH2)2CH3, obsahující propylovou skupinu navázanou na fenyl. Tato bezbarvá kapalina je izomerem běžnějšího kumenu.
Propylbenzen se používá jako nepolární rozpouštědlo, například v tiskařství, při barvení textilií a výrobě methylstyrenu.
Připravit jej lze reakcí Grignardova činidla, odvozeného od benzylchloridu, s diethylsulfátem.